# Whole World Is Watching
Whole World Is Watching is een nummer van de Nederlandse symfonische metalband Within Temptation uit 2014, in samenwerking met Soul Asylum-zanger Dave Pirner. Het is de derde single van Hydra, het zesde studioalbum van Within Temptation.
Naast de originele versie, bestaat er ook een Poolse versie waarin Dave Pirner vervangen is door de Poolse zanger Piotr Rogucki. Het nummer beleefde in Nederland de radiopremière bij Giel Beelen op 3FM. Toch wist het nummer in Nederland geen hitlijsten te behalen. In Vlaanderen bereikte het nummer de 9e positie in de Tipparade.